# 글리제 505
글리제 505는 머리털자리에 있는, 지구에서 37광년 떨어진 쌍성계이다. 주성 글리제 505 A는 오렌지색 왜성이며 반성 글리제 505 B는 적색 왜성이다.